# 알바로 실바
알바로 실바(스페인어: Alvaro Silva, 1984년 3월 30일 ~ )는 스페인 출생의 필리핀의 축구 선수로 포지션은 센터백이다. K리그 등록명은 실바였으며, K리그 최초의 필리핀 국적 선수이다. 

## 선수 생활

### 클럽 경력
말라가 CF 유소년팀을 거친 실바는 2003년에 말라가 B 팀으로 승격하였고, 말라가에서 본격적으로 데뷔하게 된 시기는 2006-07 시즌으로 2009년까지 말라가 소속으로 46경기에 나서서 1골을 기록하는 활약을 보여주었다. 말라가 소속으로 세레즈로 임대를 떠나기도 했는데, 임대 복귀 후 카디즈로 이적하였으며, 카디즈에서 두 시즌 활약한 뒤, 2008-09 시즌 임대로 인연을 맺었던 세레즈에 입단하여서 두 시즌 동안 수비 라인을 지켰다.
2012년 세레즈에서 루마니아 리그로 임대로 첫 해외 진출을 시도하기도 했으나, 큰 활약을 보여주지 못하였고, 이후 2013년까지 스페인 무대에서 활동한 뒤, 2013년부터 2014년까지는 아제르바이잔 리그의 하자르 소속으로 뛰었으며, 이후 쿠웨이트 프로축구팀 알카디시야 쿠웨이트로 이적하며 아시아 무대에 처음 진출하였다.
2015년 여름 이적 시장을 통해 자유 계약으로 대전 시티즌에 입단했다. 필리핀 국적을 보유하고 있어 K리그 진출 최초의 필리핀 국적의 외국인 선수가 되었다. 부산 아이파크 원정 경기에 데뷔전을 치렀다. 이후 수원 삼성 블루윙즈전에도 선발 출전하였으나, 결정적인 실수로 권창훈에게 결정적인 실점의 빌미를 제공하였고, 그 뒤 주전에서 밀려 교체 명단에 주로 이름을 올렸다. 광주 FC와의 시즌 마지막 경기서 후반 교체로 출전하였으나, 끝내 팀의 패배를 막지는 못했다. 2015 시즌을 끝으로 이적을 추진했으나 무산되며 대전에 잔류했으며, 4월 24일 부산 아이파크와의 홈 경기에서 경고 누적으로 출전하지 못한 장클로드를 대신하여 선발로 출전하며 2016 시즌 첫 선발 출전 기회를 잡았고, 이 경기에서 팀의 시즌 첫 승을 이끌었다. 이후 장클로드와 함께 대전의 최종 수비 라인을 지키며 주전으로 활약하였다. 7월 9일 대구 FC전에서 경고 누적으로 퇴장당하였고, 이 경기를 끝으로 대전과의 계약이 만료되어 팀을 떠났고, 이후 아레마 말랑, 알아흘리 등과 접촉했으나 끝내 결렬되어 당분간 무적신분이었다. 2017년 베트남 하노이 T&T로 이적하였다.
1월 7일 탄광닌 FC와의 경기에서 골을 기록하며 V리그 데뷔전서 데뷔골을 기록하였다.
2017시즌을 끝으로 하노이와의 계약 기간이 만료된 실바는 자유 계약으로 태국의 수코타이 FC로 이적한다고 보도되었으나, 최종적으로는 수코타이 대신 말레이시아의 케다 FA로 이적하였으며, 한시즌동안 13경기에 출장하였다.
2019년 필리핀의 세레스 네그로스 FC로 이적하였다.

### 국가대표 경력
필리핀 국적을 취득한 뒤 2014년 10월부터 필리핀 축구 국가대표팀에 선출되었으며, 10월 31일에 있었던 네팔과의 친선경기에 국가대표로 데뷔하였으며 11월 9일에 있었던 태국과의 경기와 2015년 3월 30일에 있었던 바레인과의 친선경기까지 국가대표팀에 소집되었다.
이후 한동안 국가대표랑은 거리가 있었지만 2018년 9월 대략 3년만에 필리핀 국가대표로 다시 선발되었으며, 스벤 예란 에릭손 감독 부임 이후에도 신임을 얻어 2018 스즈키컵 대표팀에도 승선하였으며, 2019년 아시안컵 대표팀에도 최종 승선하였다.
대한민국 축구 국가대표팀과의 경기에 선발 출장하였으며, 폭스스포츠는 실바에게 평점 9점을 주면서 이날 경기 출전한 선수 중 가장 높은 평점을 주었으며, 거의 완벽한 퍼포먼스로 11개의 클리어런스(클리어링)와 3개의 중요한 태클을 만들었다고 평가했다.
중국과의 2차전에서도 선발 출장했지먼 필리핀의 대량 실점을 막지는 못하며 필리핀은 3:0 완패했으며, 3차전 키르기스스탄전에서도 선발 출장했으나 팀의 3:1 완패를 막지는 못했고 필리핀은 3전 전패로 탈락했다.
비록 필리핀은 탈락했지만 실력을 인정받아 2019 아시안컵 동남아 선수 베스트 일레븐에 선정되었다.

## 그 외
실바는 스페인 부모님 사이에서 스페인에서 태어났으나, 할머니가 필리핀 사람이여서 필리핀 국적또한 가지고 있으며, 실바의 동생인 키케 실바 역시 축구 선수로 활동하고 있다.

## 수상

### 클럽

#### 헤레스 CD
- 세군다 디비시온
  - 우승 1회 : 2008-09

#### 하자르
- 아제르바이잔 슈퍼컵
  - 우승 1회 : 2013
- 아제르바이잔컵
  - 준우승 1회 : 2012-13

#### 알카디시야
- 쿠웨이트 슈퍼컵
  - 우승 1회 : 2014
- AFC컵
  - 우승 1회 : 2014